# Rustin
Rustin es una película dramática biográfica estadounidense dirigida por George C. Wolfe a partir de un guion escrito por Julian Breece y Dustin Lance Black. La película es producida por la productora de Barack y Michelle Obama, Higher Ground Productions. La historia gira en torno al activista por los derechos civiles de los homosexuales Bayard Rustin, quien ayudó a organizar la Marcha en Washington de 1963 junto con Martin Luther King. Está protagonizada por la película está protagonizada por Colman Domingo como Rustin, junto a Chris Rock, Glynn Turman, Aml Ameen, CCH Pounder, Da'Vine Joy Randolph, Michael Potts , Jeffrey Wright y Audra McDonald.
Se estrenó por primera vez en el Festival de Cine de Telluride el 13 de agosto de 2023. En Netflix en 17 de noviembre de 2023, tras un estreno limitado el 3 de noviembre del mismo año.
Tras su lanzamiento, la película recibió críticas positivas y fue candidata a dos nominaciones en los Premios Globos de Oro de 2023 en la categoría de Mejor Actor -Drama para Colman Domingo y Mejor canción original para "Road to Freedom" de Lenny Kravitz.

## Sinopsis
La película cuenta la historia del carismático activista afroamericano gay de derechos civiles Bayard Rustin. A pesar de todo, logró organizar la Marcha en Washington por el trabajo y la libertad en 1963. Éste evento se considera uno de los puntos culminantes del movimiento por los derechos civiles en Estados Unidos. Más de 200.000 personas se reunieron frente al Monumento de Lincoln en Washington D. C. y pidieron el fin de la discriminación racial en Estados Unidos. Martin Luther King pronunció su famoso discurso Tengo un sueño en el evento.

## Contexto histórico

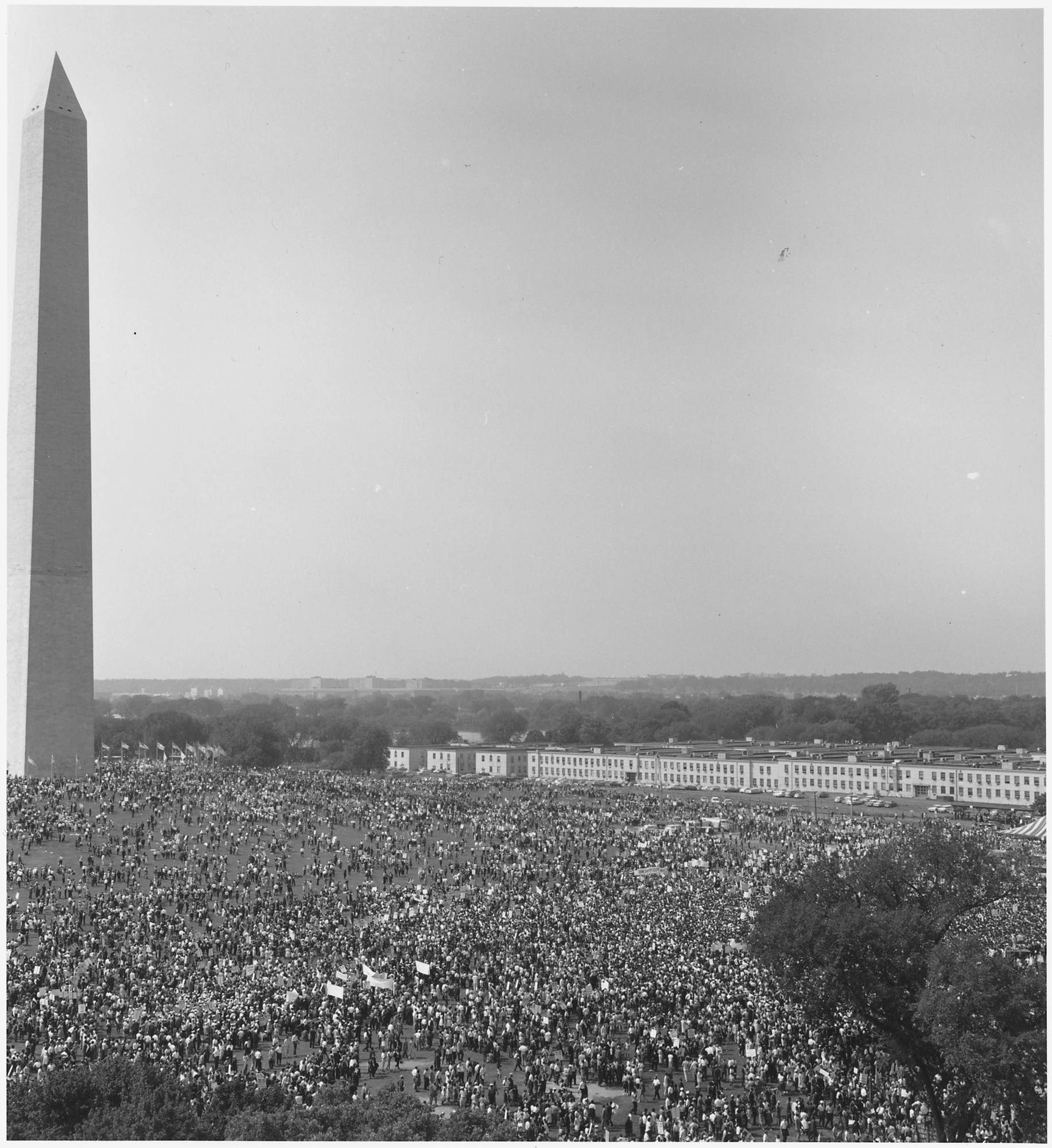
Visita aérea de la multitud de espectadores en el monumento de Washington.

El 28 de agosto de 1963 se lleva la Marcha en Washington por el trabajo y la libertad, una gran concentración multitudinaria con varios líderes bajo el lema "empleo, justicia y paz", la marcha fue organizada por un grupo de organizaciones sindicales, religiosas y para la defensa de los derechos civiles.
La estimaciones sobre las personas que aquel día participaron en la manifestación para acabar congregándose en el Nacional Mall de la capital Estadounidense difiere según la fuente, pero todo apunta que entre 200.000 y 300.000 almas se dieron cita frente al monumento a Lincoln .
La actriz y activista Ruby Dee y su esposo Ossie Davis fueron los maestros de ceremonia. También acudieron músicos como Bob Dylan, Odetta y Joan Baez.
Fue allí, frente a la multitud congregada donde Martin Luther King Jr. pronunció su histórico discurso, "Yo tengo un sueño", en el que expresaba su deseo de un futuro en el que negros y blancos pudiesen coexistir armoniosamente en igualdad.Este sofocante verano del legítimo descontento del negro no terminará hasta que venga un otoño revitalizador de libertad e igualdad. 1963 no es un fin, sino un principio, dijo King. El evento se convertiría en uno de los actos de reivindicación política más grandes y significativos en la lucha por los derechos civiles de las personas de color en la historia estadounidense.

## Reparto
- Colman Domingo como Bayard Rustin
- Chris Rock como Roy Wilkins
- Glynn Turman como A. Philip Randolph
- Audra McDonald como Ella Baker
- Aml Ameen como Martin Luther King Jr.
- CCH Pounder como Anna Arnold Hedgeman
- Michael Potts como Cleveland Robinson
- Bill Irwin como AJ Muste
- Da'Vine Joy Randolph
- Thomas W Wolf como el jefe adjunto Barnes
- Gus Halper como Tom
- Johnny Ramey como Elías
- Carra Patterson como Coretta Scott King
- Adrienne Warren como Claudia Taylor
- Jeffrey Wright
- Grantham Coleman
- Lili Kay
- Jordan-Amanda Hall
- Jakeem Dante Powell
- Ayana Workwoman
- Jamilah Nadege Rosemond
- Julio Latimer
- Maxwell Whittington-Cooper
- Franco Harts
- Kevin Mambo
- Cotter Smith como el jefe Wells

## Producción
En febrero de 2021, se informó que George C. Wolfe dirigiría una película basada en la vida de Bayard Rustin a partir de un guion de Julian Breece y Dustin Lance Black. En octubre de 2021, Colman Domingo fue elegido como Rustin. Chris Rock, Glynn Turman y Audra McDonald también se unieron al elenco. Más tarde ese mes, Aml Ameen, CCH Pounder, Michael Potts, Bill Irwin, Da'Vine Joy Randolph, Gus Halper, Johnny Ramey, Carra Patterson y Adrienne Warren se unieron también al elenco.  La producción comenzó en noviembre de 2021 en Pittsburgh. En diciembre de 2021, Jeffrey Wright, Grantham Coleman, Lilli Kay, Jordan-Amanda Hall, Jakeem Dante Powell, Ayana Workman, Jamilah Nadege Rosemond, Jules Latimer, Maxwell Whittington-Cooper, Frank Harts y Kevin Mambo se unieron al reparto.
Tras el anuncio de que Colman Domingo sería elegido para el papel principal, el Centro Bayard Rustin para la Justicia Social, un espacio seguro LGBTIQA, centro de activistas comunitarios y puente educativo dedicado a honrar a Bayard Rustin a través de su misión y buenas obras, expresó su aprobación directamente a Domingo, declarando que "Su poderosa voz ayuda a amplificar a Bayard Rustin, padrino de la interseccionalidad, planificó la marcha, trajo la no violencia al movimiento, inspiró a los Freedom Riders, perdido en la historia por a quién amaba, quién era. Angelical Troublemakers ¡Uníos!"

## Estreno
Netflix estrenó la película producida por Higher Ground Productions en 2023.

## Recepción

### Crítica
Rustin recibió reseñas generalmente mixtas a positivas de parte de la crítica y de la audiencia. En el sitio web agregador de reseñas Rotten Tomatoes, la película posee una aprobación de 84%, basada en 151 reseñas, con una calificación de 7.0/10 y un consenso crítico que dice "Colman Domingo es sensacional en Rustin, una conmovedora película biográfica que arroja luz sobre un notable legado de servicio público". De parte de la audiencia tiene una aprobación de 73%, basada en más de 100 votos, con una calificación de 3.9/5.
El sitio web Metacritic le dio a la película una puntuación de 68 de 100, basada en 38 reseñas, indicando "reseñas generalmente favorables". En el sitio IMDb los usuarios le asignaron una calificación de 6.5/10, sobre la base de más de más de 3300 votos, mientras que en la página web FilmAffinity la película tiene una calificación de 5.4/10, basada en 149 votos.

### Premios y nominaciones
| Premio                                                           | Fecha                   | Categoría                                             | Nominado                          | Resultado | Ref.   |
| ---------------------------------------------------------------- | ----------------------- | ----------------------------------------------------- | --------------------------------- | --------- | ------ |
| The Queerties                                                    | 28 de febrero de 2023   | Próxima gran novedad                                  | Rustin                            | Nominada  | [ 12 ] |
| Hamptons International Film Festival                             | 12 de octubre de 2023   | Premio Sherzum                                        | Rustin                            | Ganadora  | [ 13 ] |
| Heartland International Film Festival                            | 15 de octubre de 2023   | Premio del Público - Presentación Especial Narrativa  | Rustin                            | Ganadora  | [ 14 ] |
| Mill Valley Film Festival                                        | 16 de octubre de 2023   | Mejor director                                        | George C. Wolfe                   | Ganador   | [ 15 ] |
| Mill Valley Film Festival                                        | 16 de octubre de 2023   | Premio del Público - Cine Estadounidense              | Rustin                            | Ganadora  | [ 15 ] |
| Festival Internacional de Cine de Chicago                        | 22 de octubre de 2023   | Gold Q-Hugo                                           | Rustin                            | Nominada  | [ 16 ] |
| Philadelphia Film Festival                                       | 29 de octubre de 2023   | Premio del Público – Película Narrativa               | Rustin                            | Ganadora  | [ 17 ] |
| Premios de Música de Hollywood de Medios de Comunicación         | 15 de noviembre de 2023 | Mejor banda sonora original                           | Branford Marsalis                 | Nominado  | [ 18 ] |
| Premios de Música de Hollywood de Medios de Comunicación         | 15 de noviembre de 2023 | Mejor canción original                                | Lenny Kravitz ("Road to Freedom") | Nominado  | [ 18 ] |
| Premios Gotham                                                   | 27 de noviembre de 2023 | Tributo Icon & Creator Tribute por la Justicia Social | Rustin                            | Ganadora  | [ 19 ] |
| Celebration of Cinema & Television                               | 4 de diciembre de 2023  | Mejor actor                                           | Colman Domingo                    | Ganador   | [ 20 ] |
| Premios de la Asociación de Críticos de Cine de Washington D. C. | 10 de diciembre de 2023 | Mejor actor                                           | Colman Domingo                    | Nominado  | [ 21 ] |
| Astra Film and Creative Arts Awards                              | 6 de enero de 2024      | Mejor actor                                           | Colman Domingo                    | Nominado  | [ 22 ] |
| Premios Globo de Oro                                             | 7 de enero de 2024      | Mejor actor - Drama                                   | Colman Domingo                    | Nominado  | [ 23 ] |
| Premios Globo de Oro                                             | 7 de enero de 2024      | Mejor canción original                                | Lenny Kravitz ("Road to Freedom") | Nominado  | [ 23 ] |